# پیتر جی. جری
پیتر جی. جری (به انگلیسی: Peter G. Gerry) سناتور سابق عضو حزب دموکرات ایالات متحده آمریکا بود. وی در سال ۱۹۱۷ تا ۱۹۲۹ و ۱۹۳۵ تا ۱۹۴۷ میلادی سناتور ایالت رود آیلند در سنای ایالات متحده آمریکا بود.